# Svenska idrottsgalan 2007

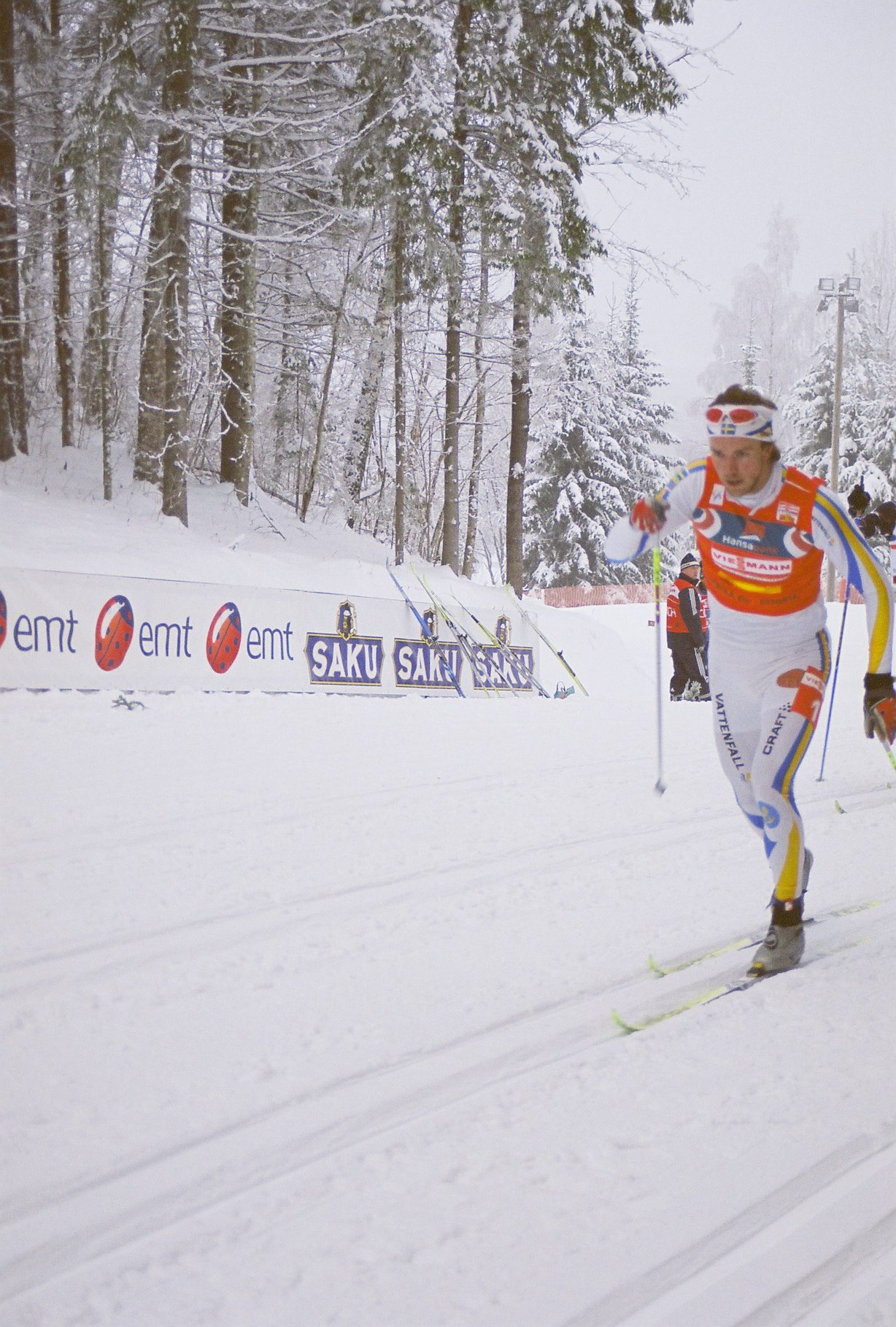
Längdskidåkaren Björn Lind utsågs 2007 till årets manlige idrottare under 2006.

Svenska Idrottsgalan 2007 hölls i Globen i Stockholm den 15 januari 2007. Kristin Kaspersen och Peter Jihde var programledare.
Priser till Sveriges bästa idrottare under 2006 delades ut i följande kategorier. Årets kvinnliga idrottare, Årets manlige idrottare, Årets lag, Årets ledare, Årets nykomling, Årets prestation och Årets idrottare med funktionshinder. Dessutom delades Jerringpriset, Idrottsakademins hederspris, TV-sportens Sportspegelpris, Svenska spel stipendiet och Forskarpriset ut.

## Priser
| Pris                                | Prisutdelare | Nominerade | Vinnare                               |                                       |
| ----------------------------------- | ------------ | --- | ------------------------------------- | ------------------------------------- |
| Årets kvinnliga idrottare           |              | Susanna Kallur, friidrott Anna Lindberg, simhopp Anna Carin Olofsson, skidskytte Anja Pärson, alpint             | Anna Carin Olofsson, skidskytte       |                                       |
| Årets manlige idrottare             |              | Björn Lind, längdskidåkning Christian Olsson, friidrott Markus Oscarsson, kanot Emil Wingstedt, orientering      | Björn Lind, längdskidåkning           |                                       |
| Årets lag                           |              | curlinglandslaget, damer sprintlandslaget, herrar sprintlandslaget, damer Tre Kronor, herrar                     | Tre Kronor, herrar                    |                                       |
| Årets ledare                        |              | Thomas Engdahl, friidrott Bengt-Åke Gustafsson, ishockey Lars Lagerbäck, fotboll Ola Rawald, längdskidåkning     | Bengt-Åke Gustafsson, ishockey        |                                       |
| Årets nykomling                     |              | Nike Bent, alpint Nicklas Bäckström, ishockey Sofia Mattsson, brottning Britta Norgren, längdskidåkning          | Nicklas Bäckström, ishockey           |                                       |
| Årets prestation                    |              | Kajsa Bergqvist, friidrott Sveriges damlandslag i ishockey Henrik Larsson, fotboll Anette Norberg, curling       | Anette Norberg, curling               |                                       |
| Årets idrottare med funktionshinder |              | Josefin Abrahamsson, bordtennis Ernst Bolldén, bordtennis Jonas Jacobsson, sportskytte Anna Polivanchuk, simning | Jonas Jacobsson, sportskytte          |                                       |
| Jerringpriset                       |              | Vinnare: Susanna Kallur, friidrott                                                                               | Vinnare: Susanna Kallur, friidrott    | Vinnare: Susanna Kallur, friidrott    |
| Idrottsakademins hederspris         |              | Vinnare: Arne Ljungqvist                                                                                         | Vinnare: Arne Ljungqvist              | Vinnare: Arne Ljungqvist              |
| TV-sportens Sportspegelpris         |              | Vinnare: Wolfgang Pichler, skidskytte                                                                            | Vinnare: Wolfgang Pichler, skidskytte | Vinnare: Wolfgang Pichler, skidskytte |

## Medverkande prisutdelare och gästartister
- Orup och Lena Philipsson, framförde Stanna hos dig, Det gör ont, Då står pojkarna på rad och Kärleken är evig.

### Fotnoter
1. ↑  ”Svensk mediedatabas”. http://smdb.kb.se/catalog/id/003136480. Läst 16 september 2011.